# Liste der deutschen Schwimmrekorde

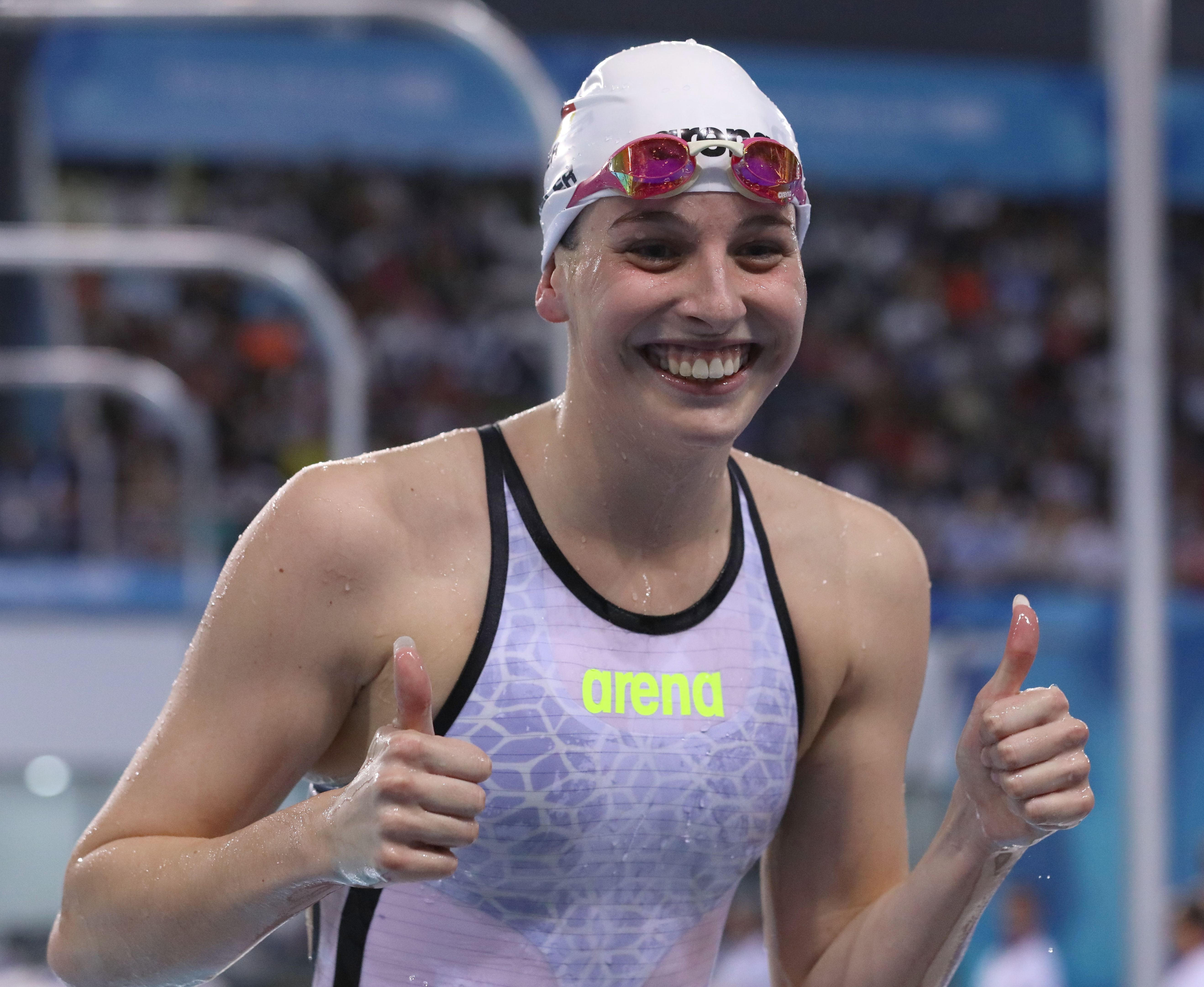
Eine der Schwimmrekordhalterinnen in Deutschland: Angelina Köhler (2018)

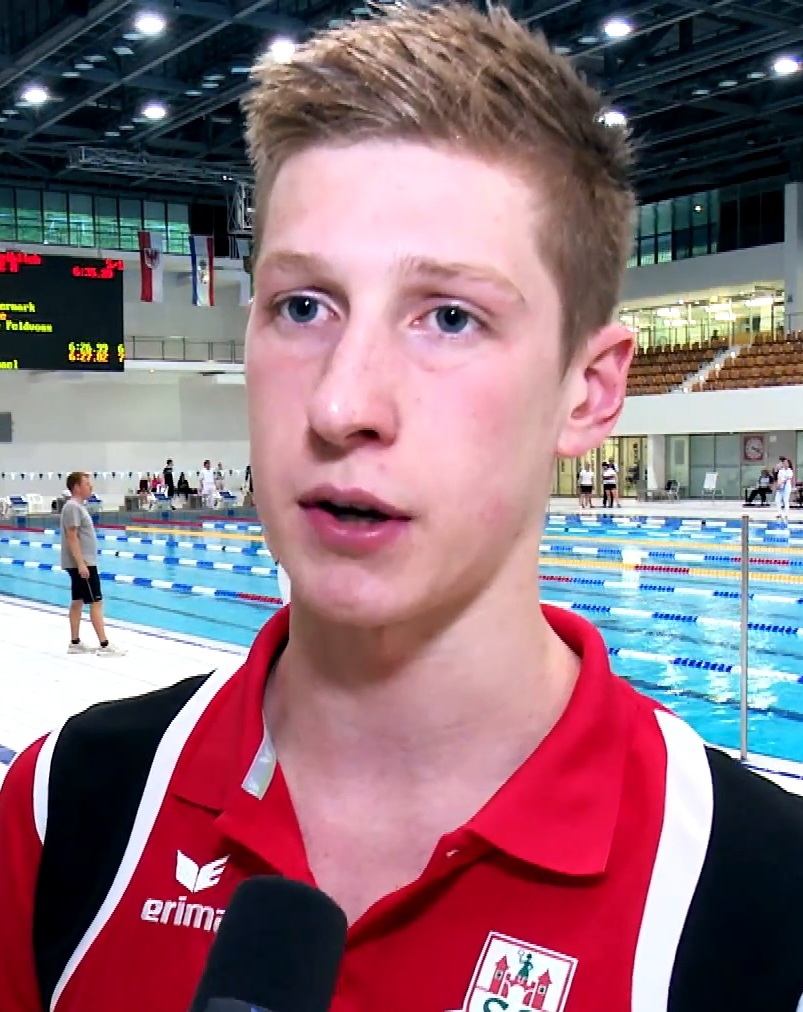
Einer der Schwimmrekordhalter in Deutschland: Florian Wellbrock (2017)

Deutsche Schwimmrekorde sind die Bestleistungen deutscher Schwimmer in einer der Schwimmarten Freistil-, Brust-, Rücken-, Schmetterling- oder Lagenschwimmen. Deutsche Rekorde werden für Frauen, Männer und Mixed-Staffeln getrennt für verschiedene Strecken auf der Lang- (50 m) und auf der Kurzbahn (25 m) vom Deutschen Schwimm-Verband anerkannt.
Ein deutscher Schwimmrekord kann nur in einer ausgeschriebenen Wettkampfveranstaltung (zum Beispiel Deutsche Schwimmmeisterschaften, Schwimmeuropameisterschaften, Schwimmweltmeisterschaften oder Olympische Spiele) oder im Alleingang aufgestellt werden. In letzterem Fall ist der Rekordversuch vorher öffentlich anzukündigen.

## Langbahnrekorde Männer
| Disziplin           | Name                                                              | Verein (Land)                                                     | Zeit           | Datum           | Ort                 |
| ------------------- | ----------------------------------------------------------------- | ----------------------------------------------------------------- | -------------- | --------------- | ------------------- |
| 50 m Freistil       | Damian Wierling                                                   | SG Essen (NW)                                                     | 00:21,81       | 8. Mai 2016     | DM Berlin           |
| 100 m Freistil      | Josha Salchow                                                     | SV Nikar Heidelberg (BW)                                          | 00:47,80       | 31. Juli 2024   | OS Paris            |
| 200 m Freistil      | Paul Biedermann                                                   | SV Halle (ST)                                                     | 01:42,00 (WR)  | 28. Juli 2009   | WM Rom              |
| 400 m Freistil      | Lukas Märtens                                                     | SC Magdeburg (ST)                                                 | 03:39,96 (WR)  | 12. April 2025  | Stockholm Swim Open |
| 800 m Freistil      | Sven Schwarz                                                      | W98 Hannover (NI)                                                 | 07:38,12 (ER)  | 2. Mai 2025     | DM Berlin           |
| 1500 m Freistil     | Florian Wellbrock                                                 | SC Magdeburg (ST)                                                 | 14:34,89       | 21. April 2023  | Berlin Swim Open    |
| 50 m Rücken         | Ole Braunschweig                                                  | SG Neukölln (BE)                                                  | 00:24,57       | 21. April 2023  | Berlin Swim Open    |
| 100 m Rücken        | Helge Meeuw                                                       | SG Frankfurt (HE)                                                 | 00:52,27       | 2. August 2009  | WM Rom              |
| 200 m Rücken        | Jan-Philip Glania                                                 | SG Frankfurt (HE)                                                 | 01:55,87       | 12. Mai 2012    | DM Berlin           |
| 50 m Brust          | Melvin Imoudu                                                     | Potsdamer SV (BB)                                                 | 00:26,62       | 27. April 2024  | DM Berlin           |
| 100 m Brust         | Lucas Matzerath                                                   | SG Frankfurt (HE)                                                 | 00:58,74       | 23. Juli 2023   | WM Fukuoka          |
| 200 m Brust         | Marco Koch                                                        | DSW 1912 Darmstadt (HE)                                           | 02:07,47       | 21. August 2014 | EM Berlin           |
| 50 m Schmetterling  | Luca Nik Armbruster                                               | SG Neukölln Berlin (BE)                                           | 00:22,84       | 28. Juli 2025   | WM Singapur         |
| 100 m Schmetterling | Steffen Deibler                                                   | Hamburger SC von 1879 (HH)                                        | 00:51,19       | 28. April 2013  | DM Berlin           |
| 200 m Schmetterling | David Thomasberger                                                | SSG Leipzig (SN)                                                  | 01:55,04       | 3. April 2021   | Heidelberg          |
| 200 m Lagen         | Philip Heintz                                                     | SV Nikar Heidelberg (BW)                                          | 01:55,76       | 16. Juni 2017   | DM Berlin           |
| 400 m Lagen         | Cedric Büssing                                                    | SG Essen (NW)                                                     | 04:11,52       | 28. Juli 2024   | OS Paris            |
| 4 × 50 m Freistil   | DSV-Nationalstaffel (S. Deibler, M. Deibler, Fildebrandt, Herbst) | DSV-Nationalstaffel (S. Deibler, M. Deibler, Fildebrandt, Herbst) | 01:31,82       | 5. Februar 2011 | Essen               |
| 4 × 100 m Freistil  | DSV-Nationalstaffel (Salchow, Miroslaw, Armbruster, Varjasi)      | DSV-Nationalstaffel (Salchow, Miroslaw, Armbruster, Varjasi)      | 03:12,29       | 27. Juli 2024   | OS Paris            |
| 4 × 200 m Freistil  | DSV-Nationalstaffel (Biedermann, Wolf, Lebherz, Rapp)             | DSV-Nationalstaffel (Biedermann, Wolf, Lebherz, Rapp)             | 07:03,19       | 31. Juli 2009   | WM Rom              |
| 4 × 50 m Lagen      | DSV-Nationalstaffel (Meeuw, Feldwehr, S. Deibler, M. Deibler)     | DSV-Nationalstaffel (Meeuw, Feldwehr, S. Deibler, M. Deibler)     | 01:39,99       | 6. Februar 2011 | Essen               |
| 4 × 100 m Lagen     | DSV-Nationalstaffel (Meeuw, Feldwehr, Starke, Biedermann)         | DSV-Nationalstaffel (Meeuw, Feldwehr, Starke, Biedermann)         | 03:28,58 (dER) | 2. August 2009  | WM Rom              |

Legende: WR = aktueller Weltrekord, dWR = damaliger Weltrekord, ER = Europarekord, dER = damaliger Europarekord

## Langbahnrekorde Frauen
| Disziplin           | Name                                                         | Verein (Land)                                                | Zeit           | Datum            | Ort                          |
| ------------------- | ------------------------------------------------------------ | ------------------------------------------------------------ | -------------- | ---------------- | ---------------------------- |
| 50 m Freistil       | Britta Steffen                                               | SG Neukölln (BE)                                             | 00:23,73 (dWR) | 2. August 2009   | WM Rom                       |
| 100 m Freistil      | Britta Steffen                                               | SG Neukölln (BE)                                             | 00:52,07 (dWR) | 31. Juli 2009    | WM Rom                       |
| 200 m Freistil      | Annika Lurz                                                  | SV Würzburg 05 (BY)                                          | 01:55,68       | 28. März 2007    | WM Melbourne                 |
| 400 m Freistil      | Isabel Gose                                                  | SC Magdeburg (ST)                                            | 04:02,14       | 27. Juli 2024    | OS Paris                     |
| 800 m Freistil      | Sarah Köhler                                                 | SG Frankfurt/Main (HE)                                       | 08:16,43       | 27. Juli 2019    | WM Gwangju                   |
| 1500 m Freistil     | Isabel Gose                                                  | SC Magdeburg (ST)                                            | 15:41,16       | 31. Juli 2024    | OS Paris                     |
| 50 m Rücken         | Daniela Samulski                                             | SG Essen (NW)                                                | 00:27,23 (dER) | 30. Juli 2009    | WM Rom                       |
| 100 m Rücken        | Daniela Samulski                                             | SG Essen (NW)                                                | 00:59,77       | 27. Juli 2009    | WM Rom                       |
| 200 m Rücken        | Lisa Graf                                                    | SG Neukölln (BE)                                             | 02:07,63       | 18. Juni 2017    | DM Berlin                    |
| 50 m Brust          | Anna Elendt                                                  | SG Frankfurt/Main (HE)                                       | 00:30,10       | 27. Mai 2022     | Mare Nostrum Tour, Barcelona |
| 100 m Brust         | Anna Elendt                                                  | SG Frankfurt/Main (HE)                                       | 01:05,19       | 29. Juli 2025    | WM Singapur                  |
| 200 m Brust         | Anna Elendt                                                  | SG Frankfurt/Main (HE)                                       | 02:23,54       | 4. Mai 2025      | DM Berlin                    |
| 50 m Schmetterling  | Angelina Köhler                                              | SG Neukölln (BE)                                             | 00:25,50       | 02. August 2025  | WM Singapur                  |
| 100 m Schmetterling | Angelina Köhler                                              | SG Neukölln (BE)                                             | 00:56,11       | 11. Februar 2024 | WM Doha                      |
| 200 m Schmetterling | Franziska Hentke                                             | SC Magdeburg (ST)                                            | 02:05,26       | 3. Juli 2015     | German Open, Essen           |
| 200 m Lagen         | Alexandra Wenk                                               | SG Stadtwerke München (BY)                                   | 02:11,33       | 7. Mai 2016      | DM Berlin                    |
| 400 m Lagen         | Petra Schneider                                              | SC Karl-Marx-Stadt (SN)                                      | 04:36,10 (dWR) | 1. August 1982   | WM Guayaquil                 |
| 4 × 50 m Freistil   | DSV-Nationalstaffel (Brandt, Lippok, Vitting, Schreiber)     | DSV-Nationalstaffel (Brandt, Lippok, Vitting, Schreiber)     | 01:41,52       | 5. Februar 2011  | Essen                        |
| 4 × 100 m Freistil  | DSV-Nationalstaffel (Steffen, Samulski, Dallmann, Schreiber) | DSV-Nationalstaffel (Steffen, Samulski, Dallmann, Schreiber) | 03:31,83       | 26. Juli 2009    | WM Rom                       |
| 4 × 200 m Freistil  | DSV-Nationalstaffel (Dallmann, Samulski, Steffen, Liebs)     | DSV-Nationalstaffel (Dallmann, Samulski, Steffen, Liebs)     | 07:50,82 (dWR) | 3. August 2006   | EM Budapest                  |
| 4 × 50 m Lagen      | DSV-Nationalstaffel (Graf, Ruhnau, Vitting, Schreiber)       | DSV-Nationalstaffel (Graf, Ruhnau, Vitting, Schreiber)       | 01:54,50       | 6. Februar 2011  | Essen                        |
| 4 × 100 m Lagen     | DSV-Nationalstaffel (Samulski, Poewe, Mehlhorn, Steffen)     | DSV-Nationalstaffel (Samulski, Poewe, Mehlhorn, Steffen)     | 03:55,79 (dER) | 1. August 2009   | WM Rom                       |

Legende: WR = Weltrekord, dWR = damaliger Weltrekord, ER = Europarekord, dER = damaliger Europarekord

## Langbahnrekorde Mixed
| Disziplin          | Name                                                | Verein (Land)                                       | Zeit     | Datum          | Ort         |
| ------------------ | --------------------------------------------------- | --------------------------------------------------- | -------- | -------------- | ----------- |
| 4 × 100 m Freistil | DSV-Nationalstaffel (Salchow, Miroslaw, Holt, Jazy) | DSV-Nationalstaffel (Salchow, Miroslaw, Holt, Jazy) | 03:24,87 | 2. August 2025 | WM Singapur |
| 4 × 100 m Lagen    | DSV-Nationalstaffel (Glania, Feldwehr, Wenk, Bruhn) | DSV-Nationalstaffel (Glania, Feldwehr, Wenk, Bruhn) | 03:44,13 | 5. August 2015 | WM Kasan    |

## Kurzbahnrekorde Männer
| Disziplin           | Name                                                           | Verein (Land)                                                  | Zeit           | Datum             | Ort           |
| ------------------- | -------------------------------------------------------------- | -------------------------------------------------------------- | -------------- | ----------------- | ------------- |
| 50 m Freistil       | Steffen Deibler                                                | Hamburger SC von 1879 (HH)                                     | 00:20,73       | 15. November 2009 | WC Berlin     |
| 100 m Freistil      | Steffen Deibler                                                | Hamburger SC von 1879 (HH)                                     | 00:45,91       | 25. Oktober 2009  | Aachen        |
| 200 m Freistil      | Paul Biedermann                                                | SV Halle (ST)                                                  | 01:39,37 (dWR) | 15. November 2009 | WC Berlin     |
| 400 m Freistil      | Paul Biedermann                                                | SV Halle (ST)                                                  | 03:32,77       | 14. November 2009 | WC Berlin     |
| 800 m Freistil      | Florian Wellbrock                                              | SC Magdeburg (ST)                                              | 07:32,04       | 16. November 2019 | DKM Berlin    |
| 1500 m Freistil     | Florian Wellbrock                                              | SC Magdeburg (ST)                                              | 14:06,88 (WR)  | 21. Dezember 2021 | WM Abu Dhabi  |
| 50 m Rücken         | Christian Diener                                               | Potsdamer SV (BB)                                              | 00:22,76       | 19. Oktober 2020  | ISL Budapest  |
| 100 m Rücken        | Helge Meeuw                                                    | SG Frankfurt (HE)                                              | 00:49,94       | 6. Dezember 2009  | Wuppertal     |
| 100 m Rücken        | Christian Diener                                               | Potsdamer SV (BB)                                              | 00:49,94       | 6. Dezember 2019  | EM Glasgow    |
| 200 m Rücken        | Christian Diener                                               | Potsdamer SV (BB)                                              | 01:48,68       | 21. Dezember 2021 | WM Abu Dhabi  |
| 50 m Brust          | Fabian Schwingenschlögl                                        | Neckarsulmer Sport-Union (BW)                                  | 00:25,99       | 13. Dezember 2017 | EM Kopenhagen |
| 100 m Brust         | Marco Koch                                                     | DSW 1912 Darmstadt (HE)                                        | 00:56,75       | 17. November 2016 | DKM Berlin    |
| 200 m Brust         | Marco Koch                                                     | DSW 1912 Darmstadt (HE)                                        | 02:00,44 (dWR) | 20. November 2016 | DKM Berlin    |
| 50 m Schmetterling  | Steffen Deibler                                                | Hamburger SC von 1879 (HH)                                     | 00:21,80 (dWR) | 14. November 2009 | WC Berlin     |
| 100 m Schmetterling | Marius Kusch                                                   | SG Essen (NW)                                                  | 00:49,06       | 5. Dezember 2019  | EM Glasgow    |
| 200 m Schmetterling | Thomas Rupprath                                                | SG Bayer W/U/D (NW)                                            | 01:51,21       | 1. Dezember 2001  | Rostock       |
| 100 m Lagen         | Markus Deibler                                                 | Hamburger SC von 1879 (HH)                                     | 00:50,66 (dWR) | 7. Dezember 2014  | WM Doha       |
| 200 m Lagen         | Markus Deibler                                                 | Hamburger SC von 1879 (HH)                                     | 01:52,38       | 22. November 2014 | DKM Wuppertal |
| 400 m Lagen         | Marco Koch                                                     | DSW 1912 Darmstadt (HE)                                        | 04:01,87       | 19. November 2015 | DKM Wuppertal |
| 4 × 50 m Freistil   | DSV-Nationalstaffel (di Carli, Dietrich, Herbst, Fildebrandt)  | DSV-Nationalstaffel (di Carli, Dietrich, Herbst, Fildebrandt)  | 01:24,31       | 13. Dezember 2009 | EM Istanbul   |
| 4 × 100 m Freistil  | DSV-Nationalstaffel (di Carli, M. Deibler, Heintz, S. Deibler) | DSV-Nationalstaffel (di Carli, M. Deibler, Heintz, S. Deibler) | 03:09,89       | 3. Dezember 2014  | WM Doha       |
| 4 × 200 m Freistil  | DSV-Nationalstaffel (Miroslaw, Winkler, Sorgius, Wellbrock)    | DSV-Nationalstaffel (Miroslaw, Winkler, Sorgius, Wellbrock)    | 06:50,43       | 13. Dezember 2024 | WM Budapest   |
| 4 × 50 m Lagen      | DSV-Nationalstaffel (Braunschweig, Matzerath, Kusch, Salchow)  | DSV-Nationalstaffel (Braunschweig, Matzerath, Kusch, Salchow)  | 01:31,79       | 17. Dezember 2022 | WM Melbourne  |
| 4 × 100 m Lagen     | DSV-Nationalstaffel (Diener, Koch, Kusch, Wierling)            | DSV-Nationalstaffel (Diener, Koch, Kusch, Wierling)            | 03:22,17       | 16. Dezember 2018 | WM Hangzhou   |

Legende: WR = Weltrekord, dWR = damaliger Weltrekord, ER = Europarekord, dER = damaliger Europarekord

## Kurzbahnrekorde Frauen
| Disziplin           | Name                                                        | Verein (Land)                                               | Zeit           | Datum             | Ort           |
| ------------------- | ----------------------------------------------------------- | ----------------------------------------------------------- | -------------- | ----------------- | ------------- |
| 50 m Freistil       | Dorothea Brandt                                             | SG Neukölln (BE)                                            | 00:23,74       | 13. Dezember 2009 | EM Istanbul   |
| 100 m Freistil      | Britta Steffen                                              | SG Neukölln (BE)                                            | 00:51,76       | 21. November 2009 | Hannover      |
| 200 m Freistil      | Annika Bruhn                                                | Neckarsulmer Sport-Union (BW)                               | 01:53,48       | 7. Dezember 2019  | EM Glasgow    |
| 400 m Freistil      | Isabel Gose                                                 | SC Magdeburg (ST)                                           | 03:56,84       | 10. Dezember 2024 | WM Budapest   |
| 800 m Freistil      | Isabel Gose                                                 | SC Magdeburg (ST)                                           | 08:05,42       | 11. Dezember 2024 | WM Budapest   |
| 1500 m Freistil     | Sarah Köhler                                                | SG Frankfurt/Main (HE)                                      | 15:18,01 (dWR) | 16. November 2019 | DKM Berlin    |
| 50 m Rücken         | Daniela Samulski                                            | SG Essen (NW)                                               | 00:26,21       | 14. November 2009 | WC Berlin     |
| 100 m Rücken        | Daniela Samulski                                            | SG Essen (NW)                                               | 00:57,34       | 21. November 2009 | Hannover      |
| 200 m Rücken        | Jenny Mensing                                               | SC Wiesbaden 1911 (HE)                                      | 02:03,00       | 6. Dezember 2009  | Wuppertal     |
| 50 m Brust          | Anna Elendt                                                 | SG Frankfurt/Main (HE)                                      | 00:29,30       | 18. Dezember 2022 | WM Melbourne  |
| 100 m Brust         | Anna Elendt                                                 | SG Frankfurt/Main (HE)                                      | 01:04,05       | 15. Dezember 2022 | WM Melbourne  |
| 200 m Brust         | Caroline Ruhnau                                             | SG Essen (NW)                                               | 02:20,41       | 11. Dezember 2009 | EM Istanbul   |
| 50 m Schmetterling  | Aliena Schmidtke                                            | SC Magdeburg (ST)                                           | 00:25,49       | 14. Dezember 2017 | EM Kopenhagen |
| 100 m Schmetterling | Angelina Köhler                                             | SG Neukölln (BE)                                            | 00:55,50       | 09. Dezember 2023 | EM Otopeni    |
| 200 m Schmetterling | Franziska Hentke                                            | SC Magdeburg (ST)                                           | 02:03,01       | 4. Dezember 2015  | EM Netanja    |
| 100 m Lagen         | Theresa Michalak                                            | SV Halle (ST)                                               | 00:58,93       | 24. November 2013 | DKM Wuppertal |
| 200 m Lagen         | Theresa Michalak                                            | SV Halle (ST)                                               | 02:07,65       | 14. November 2009 | WC Berlin     |
| 400 m Lagen         | Nicole Hetzer                                               | SC Magdeburg (ST)                                           | 04:29,46       | 16. Dezember 2001 | EM Antwerpen  |
| 4 × 50 m Freistil   | DSV-Nationalstaffel (Brandt, Samulski, Vitting, Schreiber)  | DSV-Nationalstaffel (Brandt, Samulski, Vitting, Schreiber)  | 01:36,73       | 11. Dezember 2009 | EM Istanbul   |
| 4 × 100 m Freistil  | DSV-Nationalmannschaft (Jazy, Maier, Holt, Schulze)         | DSV-Nationalmannschaft (Jazy, Maier, Holt, Schulze)         | 03:30,37       | 10. Dezember 2024 | WM Budapest   |
| 4 × 200 m Freistil  | DSV-Nationalstaffel (Schulze, Maier, Gose, Mroziniski)      | DSV-Nationalstaffel (Schulze, Maier, Gose, Mroziniski)      | 07:41,65       | 12. Dezember 2024 | WM Budapest   |
| 4 × 50 m Lagen      | DSV-Nationalstaffel (Samulski, Schäfer, Vitting, Schreiber) | DSV-Nationalstaffel (Samulski, Schäfer, Vitting, Schreiber) | 01:46,53       | 12. Dezember 2009 | EM Istanbul   |
| 4 × 100 m Lagen     | DSV-Nationalstaffel (Riedemann, Steiger, Schmidtke, Bruhn)  | DSV-Nationalstaffel (Riedemann, Steiger, Schmidtke, Bruhn)  | 03:54,15       | 16. Dezember 2018 | WM Hangzhou   |

Legende: WR = Weltrekord, dWR = damaliger Weltrekord, ER = Europarekord, dER = damaliger Europarekord

## Kurzbahnrekorde Mixed
| Disziplin         | Name                                                               | Verein (Land)                                                      | Zeit     | Datum             | Ort           |
| ----------------- | ------------------------------------------------------------------ | ------------------------------------------------------------------ | -------- | ----------------- | ------------- |
| 4 × 50 m Freistil | DSV-Nationalstaffel (S. Deibler, di Carli, Brandt, Schreiber)      | DSV-Nationalstaffel (S. Deibler, di Carli, Brandt, Schreiber)      | 01:30,55 | 6. Dezember 2014  | WM Doha       |
| 4 × 50 m Lagen    | DSV-Nationalstaffel (Diener, Schwingenschlögl, Schmidtke, Steiger) | DSV-Nationalstaffel (Diener, Schwingenschlögl, Schmidtke, Steiger) | 01:37,83 | 14. Dezember 2017 | EM Kopenhagen |